# Gustaf Komppa
Gustaf Komppa, finski kemik, * 28. julij 1867, Viborg, Rusija, † 20. januar 1949, Helsinki, Švedska. 
Ukvarjal se je z raziskovanjem kafre in njej podobnih snovi. Leta 1903 je kot prvi kemik razvil popolno sintezo kafre za komercialno uporabo.

## Življenje
Gustaf Komppa je bil eden najbolj priznanih finskih kemikov dvajsetega stoletja. Obiskoval je osnovno in srednjo šolo v Viborgu, kjer se je s pomočjo učitelja aritmetike in znanosti navdušil nad kemijo in že v tem času v lopi svojih staršev zgradil improviziran laboratorij. Bil je nadarjen, kar so tudi kmalu odkril, čeprav nikoli ni opravil mature. S pomočjo komercialnega svetovalca Hackmana je uspešno opravil vstopni izpit in tako nadaljeval izobraževanje na univerzi za tehnologijo v Helsinkih leta 1886 ter opravil magisterij leta 1890. Leta 1891 je diplomiral tudi iz filozofije, kasneje pa tudi doktoriral. Študij je nadaljeval v Švici, kjer je tudi opravil doktorsko disertacijo za kemijo. Po vrnitvi na Finsko se je zaposlil na svoji alma mater. V svojem službovanju je bil vodja kemijskega oddelka kasneje pa še profesor kemije.
Totalna sinteza kafre, objavljena leta 1903, je Gustafu Komppi prinesla svetovno slavo v svetu sintetikov. Njegovo delo je vplivalo tudi na moderno kemijsko industrijo. Bil je tudi svetovalec na univerzi v Turkuju in član vodstva nekaterih večjih finskih podjetij ter ustanovitelj finske akademije za znanost. 

## Delo
Komppa je bil že od zgodnjega otroštva navdušen nad raznolikostjo organskih spojin in njihovimi pretvorbami. Kljub temu, da je v svoji karieri poučeval organsko in anorgansko kemijo, pa se je eksperimentalno posvetil skoraj izključno organski kemiji. Njegova doktorska disertacija o jedrsko substituiranih stirenih ga je spodbudila k nadaljnjim raziskavam na področju aromatskih serij. Tudi v njegovih nadaljnjih raziskavah, je še vedno razvidna povezava z njegovim starim delom s stirenom. Primer, kjer to lahko opazimo je v njegovem delu o kumaronu (benzofuranu), katerega struktura je bila že ugotovljena z drugimi reakcijami, kasneje pa so jo dokazali tudi s Komppovo pregledno sintezo. Predlagal je, da s segrevanjem o-oksi-w-klorostirena lahko dobimo kumaron, kar so tudi potrdili. Na podoben način je Komppa pridobil kumaron leta 1893, malo pred L. Gattermannzom, ki je prav tako sintetiziral tionaften, kateremu je pozneje posvetil več člankov (publikacije iz let 1897, 1997 in 1919). Usodno leto za Komppovo znanstveno delo pa je bilo leto 1893, ki je prineslo temeljno spremembo njegovih znanstvenih interesov. Nenadoma ga je začela zanimati kemija kafre, katere formula še ni bila znana oziroma dokazana. Istega leta je Julius Bredt z iznajdljivim pogledom našel pravilno formulo za kafro. Komppa se tega še ni zavedal, ko se je lotil svoje nove smeri dela. Niti Bredtova nova formula za kafro niti prvo delo 0. Aschana o kafri, prav tako objavljeno leta 1893, ga nista spodbudila, da bi se posvetil problemu sestave kafre, ali celo dejstvo, da je Edvard Hjelt na Finskem že leta 1879 na predlog Johannesa Wislicenusa napisal doktorsko disertacijo o kafri. Zato moramo poiskati povsem drug vzrok, ki je določil Komppovo izbiro teme. Najdemo jo v njegovi ljubezni za rastlinsko naravo, zlasti za drevesa. Zaradi tega je izbral izdelek iz kafrovca kot predmet svojih raziskav. Kot je bilo že znano, je bila kafra tesno povezana s proizvodom domačega iglavca in terpentinovega olja. Že takrat je bilo znano, da so bili v delih Wallacha "terpeni in kafra", to je skupno ime za razred skupin snovi, ki so si po sestavi in genetiki zelo sorodne. Komppa se je osredotočil na glavno sestavino terpentina, to je pinen, ter na cialno sintezo te snovi, ki je bila glavni poudarek njegovega zadnjega življenjskega dela. Sinteza, po možnosti popolna sinteza, spojine L7b iz razreda terpenov in kafre, pri katerih sinteza poteka po korakih. To je bil Komppov cilj od samega začetka. To ga je gnalo, v njegovih poznejših letih, verjetno ni bila toliko želja, da bi dokončnal strukturno formulo spojine s sintezo, ampak bolj želja posnemati naravo z laboratorijskimi sredstvi. To je pravzaprav ista gonilna sila, ki je Emila Fischerja spodbudila k sintezi polipeptidov. Pri celoviti sintezi je treba začeti od samega dna. Tako je tudi bilo. Družba Komppa ni začela s kafro ali terpeni, temveč z abberenti, produkti razgradnje kafre. Najlažje dostopen razgradni produkt kafre je kafrova vaba. Takrat je bila njegova sestava še vedno izpeljana iz Kannonikowe (I) formule za kafro, ki je izšla leta 1883. 
Komppa je poskušal to l-metil-2-izopropil-ciklobutan-dikarboksilno kislino pridobiti s kondenzacijskim produktom estra oksalne kisline z estrom jantarno lumenske kisline. Poskusi za to so bili neuspešni, zato o njih ni objavil ničesar. Medtem se je Komppa seznanil z Bredtovo formulo za kafro, ki jo je izpeljal iz rezultatov rudarjenja. Za Komppa, je bila ta izpeljava zelo prepričljiva, vendar se mu je zdelo nezadovoljivo, da sestava različnih razgradnih produktov še ni bila zagotovljena s sintezo. Odločil se je, da bo najprej sintetiziral kafronsko kislino, ker je v formuli Bredta kafronska kislina na zadnjem mestu sinteze. Pred njim pa sta to storila William Henry Perkin mlajši in Jocelyn Field Thorpe leta 18974. Potem ko mu je bila sinteza kafronske kisline odvzeta, je Komppa nadaljeval načrt za sintezo kafronske kisline - zdaj na novi teoretični podlagi, ki je vodila v bolj varno smer. Vedel je, da je z uspehom te sinteze dosežena tudi popolna sinteza kafre. Za zadnje korake od kafrove kisline v kafro so že leta 1879 in 1896 izvedeli Albin Haller ter Julius Bredt in M. v. Rosenberg. Prvi je iz anhidrida kafrove kisline prek kampholida pridobili homokamforno kislino, druge dva pa sta s segrevanjem svinčeve soli pridobila kafro. Tokrat je Komppi uspelo sintetizirati kafrovo kislino, ki je bila že prej omenjena v osnovnih učbenikih kot najboljši primer alkalne sinteze. Vendar je treba omeniti vsaj nekaj težavnih pasti, ki se jim je bilo treba izogniti, da bi bilo jasno, da je sinteza zahtevala več let dela, preden je bila leta 1903 dosežena. Najprej je bilo treba najti proizvodni postopek za pripravo estra  β-β-dimetilglutarinske kisline, ki naj bi se po Dieckmannu nato kondenzirala z estrom oksalne kisline. To je omogočilo pripravo apokamforne kisline, katere sintezo je Komppa objavil leta 1901. Vendar je trajalo še dve leti, preden je bila uvedba metilne skupine, ki ločuje kafrno kislino od apokamforne kisline, uspešna. To je bilo končno doseženo v primeru diketo-apokamforne kisline dimetil estra, vmesnega produkta proizvodnje apokamforne kisline, ki nastane s kondenzacijo estrov oksalne in dimetilglutarove kisline pri sintezi apokamforne kisline.
Veselje ob uspešni sintezi kafrove kisline pa ni dolgo trajalo, saj so se hitro pojavili ugovori proti pravilnosti njegove sinteze.  Leta 1911 pa je Komppa razblinil še zadnje dvome. Med raziskavami, ki jih je opravil v ta namen, je našel pomemben dokaz v hilapokamferiuri, ki je dokazala, da je alkil na pravem mestu.

## Nagrade in dosežki
Komppa je bil v svoji karieri od leta 1937 do leta 1945 nominiran za Nobelovo nagrado za kemijo kar osemnajstkrat, vendar je nikoli ni prejel. Bil pa je prvi prejemnik nagrade imenovane po Johanu Gadolinu leta 1937.
Zaradi svojega izjemnega dosežka in novo prelomnico v industriji se je Finsko kemijsko društvo odločilo podeljevati vsakoletno nagrado z imenom Gustaf Komppa Award. Vsaka univerza na finskem lahko letno nominira do 3 študente, ki so uspešno opravili doktorsko delo. Komisija, ki jo sestavlja pet članov Finskega kemijskega društva, se skupaj odloči za najboljše doktorsko delo in objavi zmagovalca. Nagrada podeljujejo že od leta 1950. To pomeni, da so do zdaj podelili 71. nagrado.